# مايكروسوفت بوبليشر
مايكروسوفت أوفيس بوبليشر يختصر مايكروسوفت بوبليشر هو برنامج نشر مكتبي من مايكروسوفت. يختلف عن مايكروسوفت وورد في كونه يركز أكثر على تصميم الصفحة لا على تنسيق النصوص والمقاطع.